# Myrhessus yorikoae
Myrhessus yorikoae är en skalbaggsart som beskrevs av Ochi, Kawahara och Inagaki 2006. Myrhessus yorikoae ingår i släktet Myrhessus och familjen Aphodiidae. Inga underarter finns listade i Catalogue of Life.